# Іван XXIII (антипапа)
Іван XXIII (1370—1419) — антипапа з 17 травня 1410 до 29 травня 1415.

## Життя
Неаполітанець Бальтазар Косса (1370, Неаполь — 22 грудня 1419, Флоренція) — один з пап епохи занепаду. Вивчав право в Болоньї; прийнявши духовний сан, перший раз зведений Боніфацієм IX в кардинали-диякони (1402 рік). За час своєї кар'єри звинувачувався, за даними, наведеними Едуардом Гібоном в XVIII столітті, в піратстві, вбивствах, содомії, інцесті та інших злочинах. Починаючи з XIX століття історики вважають, що злочинність Косси була сильно перебільшена його опонентами.

## Правління
Під час Західної схизми, коли вже існувало двоє пап (в Римі і Авіньйоні), Косса став учасником групи з 7 кардиналів, що відкололися в 1408 році від Григорія XII і скликали собор у Пізі. Собор завершився поглибленням розколу і обранням третього папи — Олександра V, що мав резиденцію в Пізі (1409). Через рік, після смерті Олександра V, представники цієї гілки розколу обрали його наступником Бальтазара Коссу. Після 5 років понтифікату в Пізі Іван XXIII, після утисків Владиславом Неаполітанським, змушений був погодитися на скликання Констанцького собору і особисто туди податися. Він узяв участь в арешті Яна Гуса і висуненні звинувачень проти нього (спалений Гус був вже після втечі папи з Констанци).

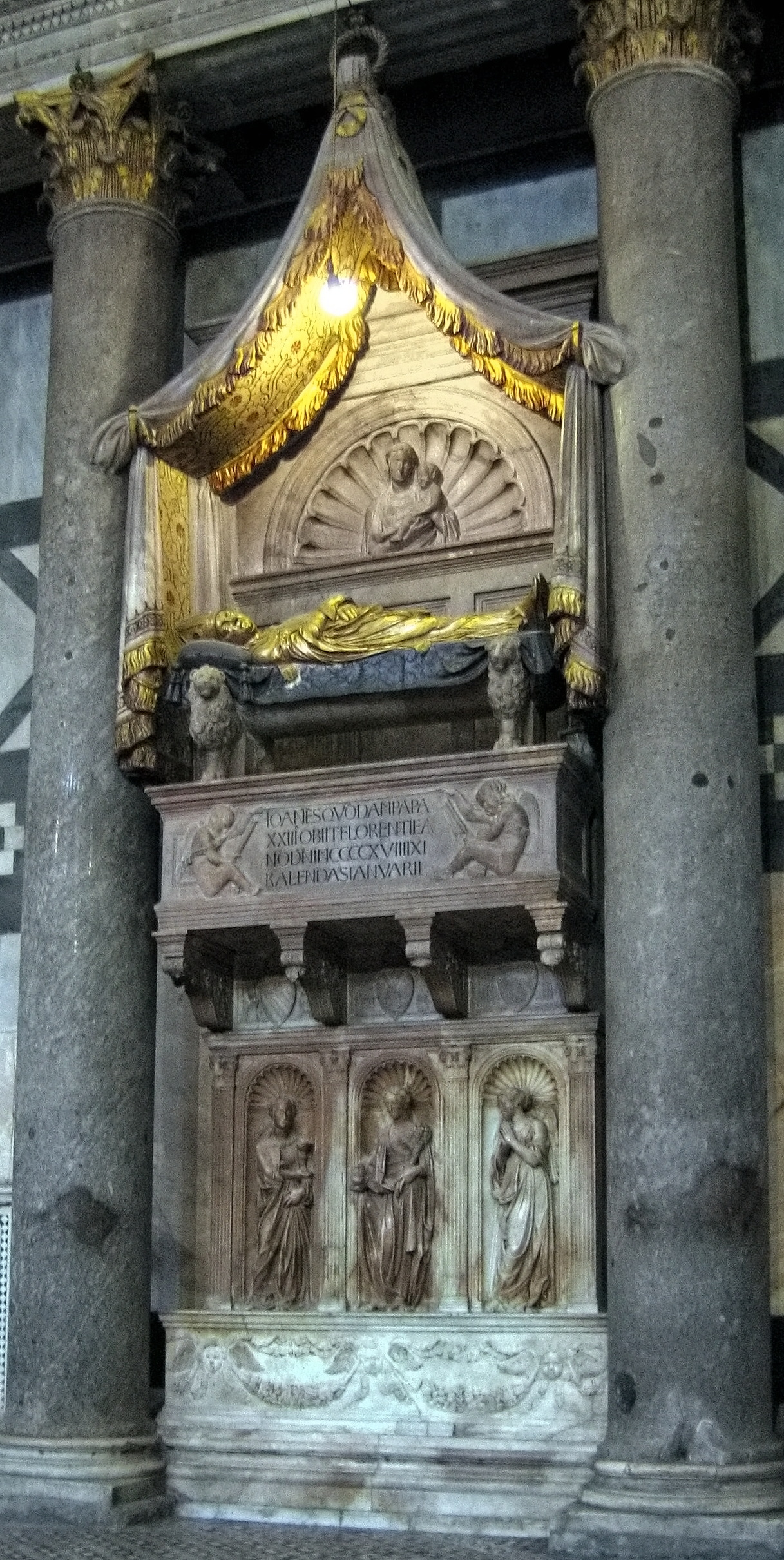
Надгробок Івана XXIII (антипапи) у Флоренції

Коли Констанцький собор зажадав від усіх пап зречення, Іван XXIII спочатку дав клятву відректися, але потім втік під заступництвом Фрідріха IV Австрійського з міста. Собор засудив папу, а імператор Сигізмунд змушений був видати засудженого. Іван XXIII був арештований у Фрайбурзі і відмовився від папства. Звільнившись з ув'язнення, колишній папа добровільно з'явився до нового папи Мартина V, який призначив його єпископом Тускуланським. Антипапа Іван XXIII помер 22 грудня 1419. Похований у баптистерії у Флоренції. Монумент на його саркофазі був створений скульпторами Донателло та Мікелоццо в 1424—1425 роках. Його особистість була настільки одіозна, що після нього майже 550 років жоден папа не брав імені Іван (до того найпопулярніше серед римських понтифіків). У 1958 році кардинал Ронкаллі, обраний на папський престол, прийняв знову ім'я Іван XXIII, підкресливши тим самим, що Бальтазар Косса не був законним папою.